# Ecomuseo La Alcogida
Das Ecomuseo La Alcogida ist ein Freilichtmuseum in Tefia bei Puerto del Rosario auf der Kanareninsel Fuerteventura, Spanien. 

## Geschichte und Beschreibung
Das Ecomuseo La Alcogida ist ein kleines in situ erhaltenes Dorf und zeigt das traditionelle Landleben auf Fuerteventura. Das Museum besteht aus sieben Höfen unterschiedlich wohlhabender Bewohner beiderseits der Hauptstraße. Die Häuser sind in der traditionellen Architektur von Fuerteventura errichtet worden, aus den Natursteinen der Umgebung gebaut, mit Lehm verputzt und mit Dachziegeln gedeckt. Das Dorf wurde bis in die 1970er Jahre bewohnt, von der Gemeinde Mitte der 1990er Jahre renoviert und die Gebäude sind nach ihren früheren Besitzern benannt.
Die Häuser sind mit den Gegenständen des täglichen Lebens wie landwirtschaftlichen Geräten, typischen Spielen und kunsthandwerklichen Gegenständen bestückt. Sie zeigen, wie sich die Bewohner und ihre Landwirtschaft an das sehr trockene Klima der Insel angepasst haben. Im Museum befinden sich auch eine Bäckerei, eine Töpferei, der Arbeitsplatz einer Stickerin sowie Nutztiere. Das Museum ist zeitweise mit „Einwohnern“ in Originaltracht belebt.

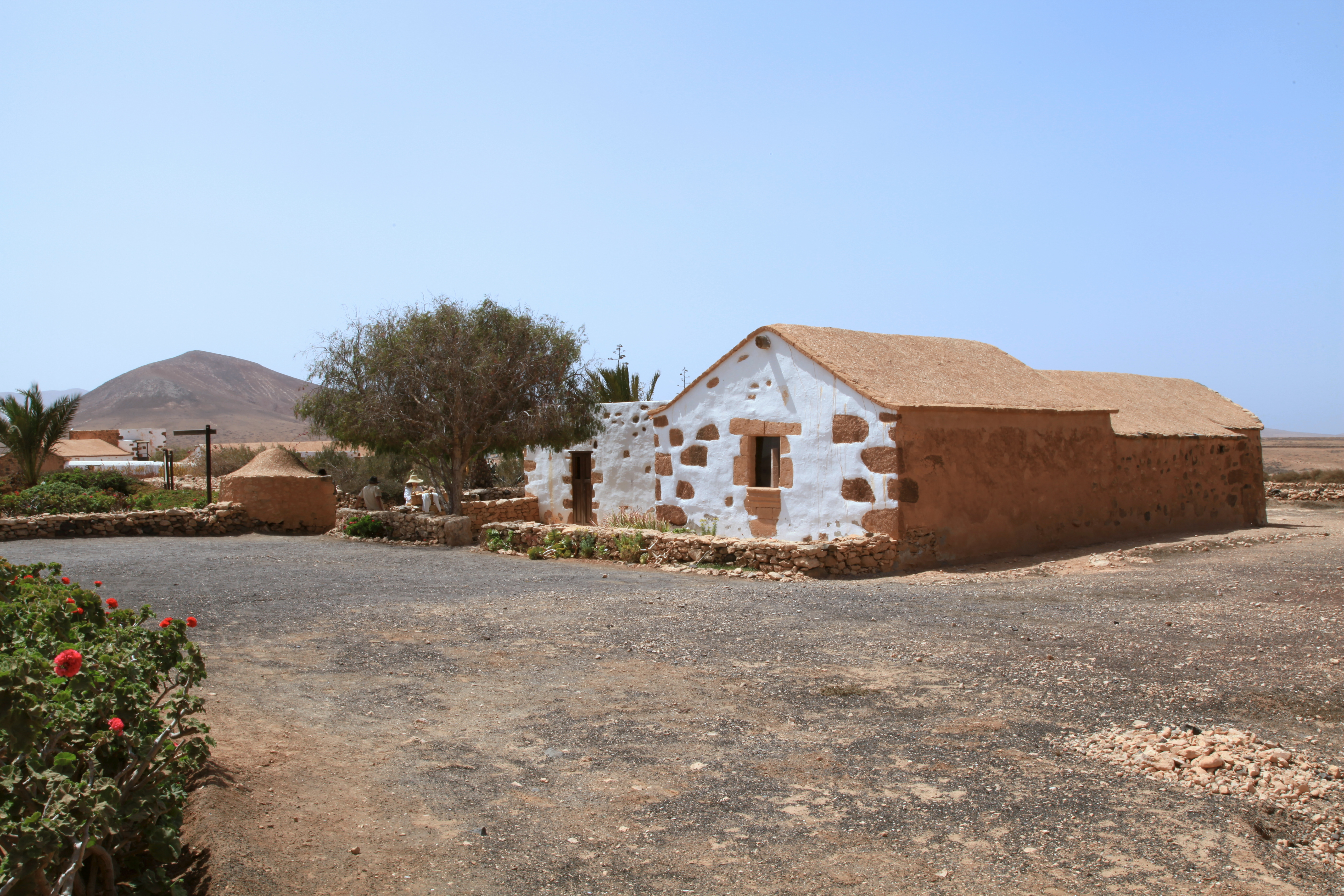
Außenansicht
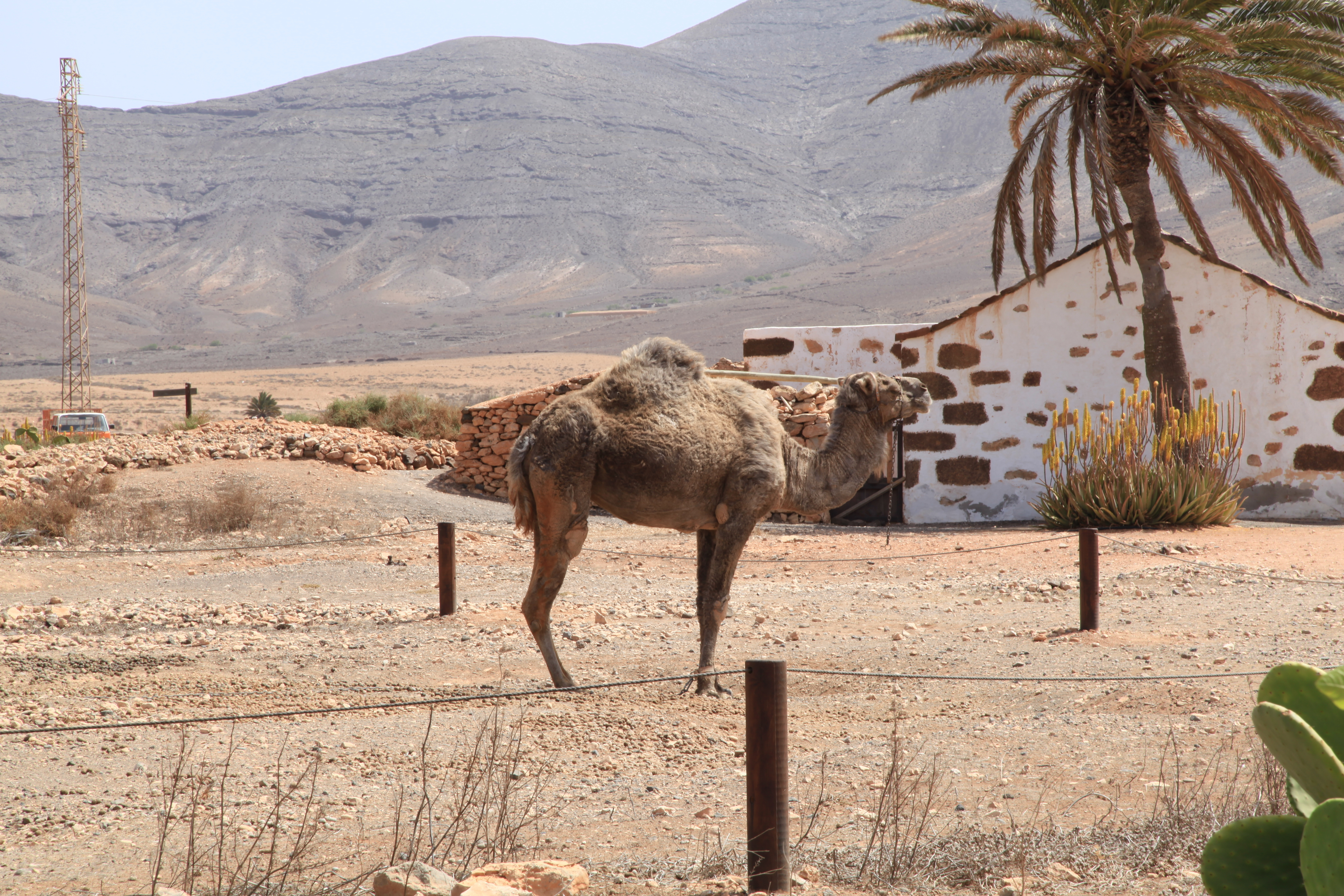
Dromedar im Museum
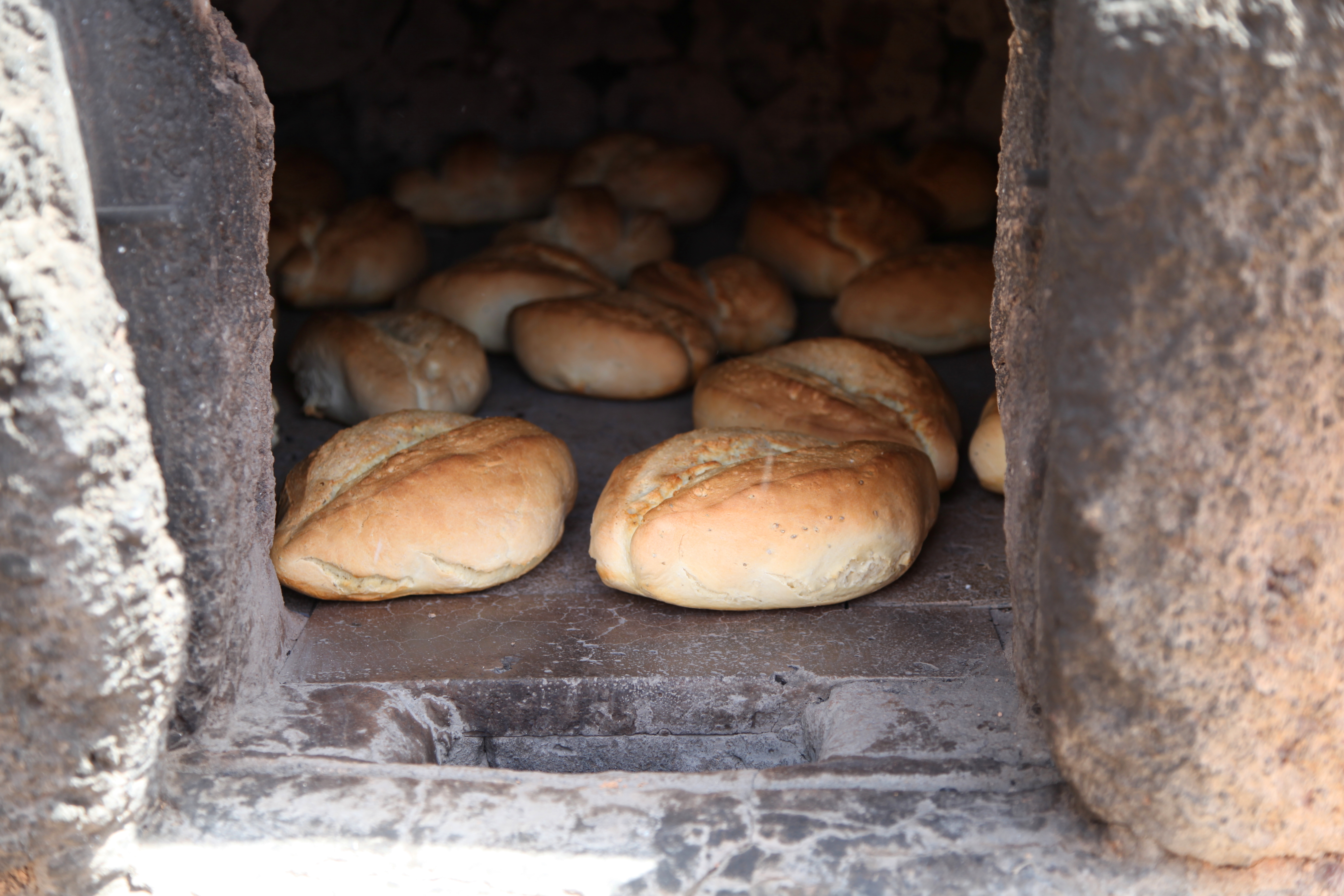
Brotbacken im Museum
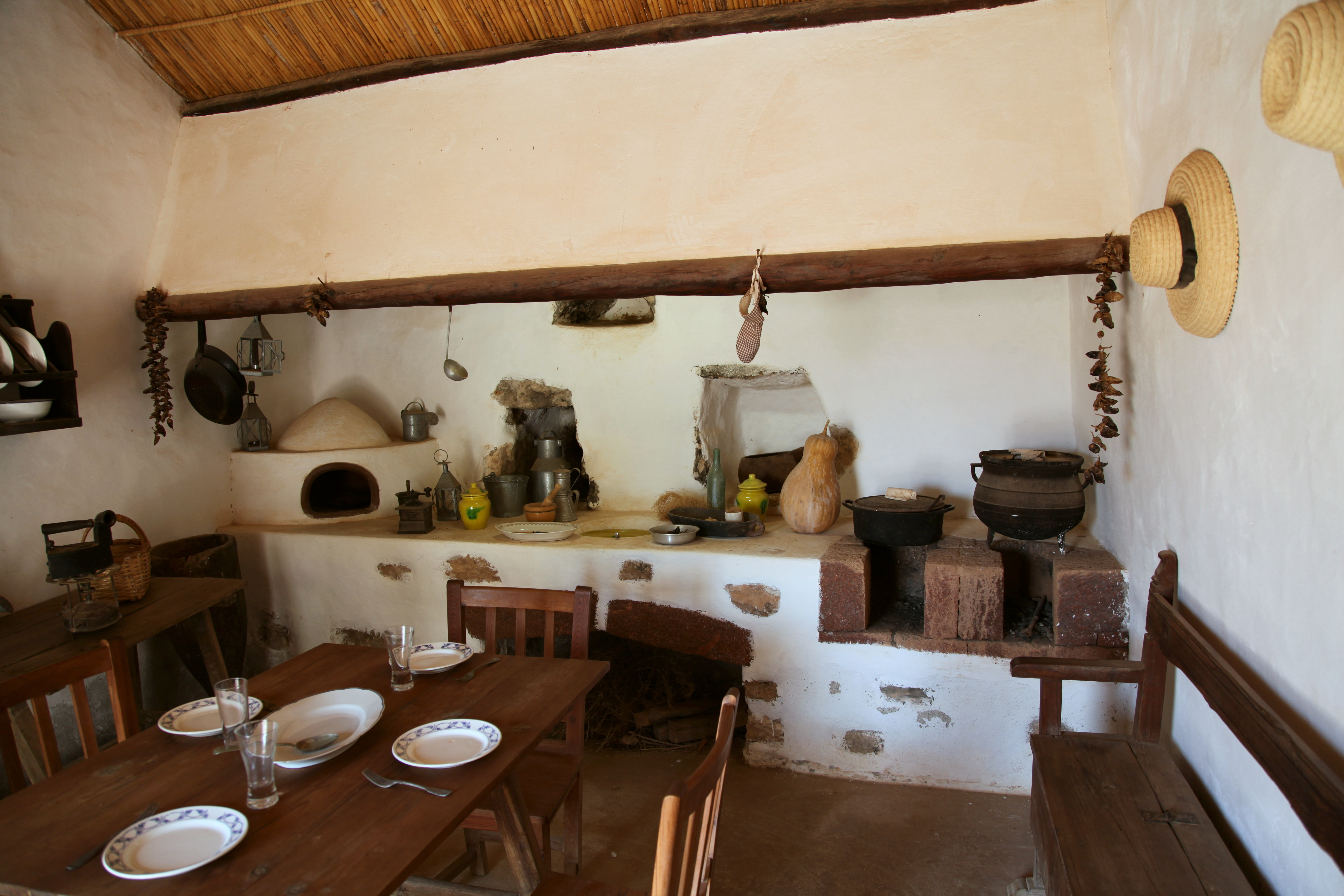
Innenraum